# 45580 Renéracine
45580 Renéracine è un asteroide della fascia principale. Scoperto nel 2000, presenta un'orbita caratterizzata da un semiasse maggiore pari a 2,7826279 UA e da un'eccentricità di 0,0204666, inclinata di 3,82014° rispetto all'eclittica.